# Método Schulze
El método Schulze es un sistema de votación desarrollado en 1997 por Markus Schulze que selecciona a un ganador a partir de las preferencias de los votantes. El método también puede usarse para crear una lista de ganadores.

## Descripción del método
El método Schulze consiste en:
1. Averiguar el conjunto de Schwartz (el menor conjunto de candidatos que no es ganado por nadie fuera del conjunto). Si solo hay un candidato en el conjunto, este es el ganador de Condorcet. Si hay varios miembros pero no hay derrotas entre ellos, entonces hay un empate normal entre ellos.
2. En cualquier otro caso, eliminar la derrota más suave en el conjunto de Schwartz (es decir, aquella ganada por el menor margen). Recalcular el nuevo conjunto de Schwartz y repetir el proceso.

### Ejemplo 1
Ejemplo (45 votantes; 5 candidatos):
5 ACBED (es decir, cinco votantes eligieron el siguiente orden de preferencia: A > C > B > E > D)
5 ADECB
8 BEDAC
3 CABED
7 CAEBD
2 CBADE
7 DCEBA
8 EBADC
Luego, se lleva a cabo las confrontaciones entre pares (método Condorcet); por ejemplo, al comparar A y B, hay 5 + 5 + 3 + 7 = 20 votantes que prefieren A sobre B, y 8 + 2 + 7 + 8 = 25 votantes que prefieren B sobre A. Así d[A, B] = 20 y d[B, A] = 25. El conjunto completo es:
|        | d[*,A] | d[*,B] | d[*,C] | d[*,D] | d[*,E] |
| ------ | ------ | ------ | ------ | ------ | ------ |
| d[A,*] |        | 20     | 26     | 30     | 22     |
| d[B,*] | 25     |        | 16     | 33     | 18     |
| d[C,*] | 19     | 29     |        | 17     | 24     |
| d[D,*] | 15     | 12     | 28     |        | 14     |
| d[E,*] | 23     | 27     | 21     | 31     |        |

Para cada par de candidatos X e Y, la siguiente tabla muestra la ruta más fuerte desde el candidato X al candidato Y en red, con el más débil subrayado.
|          | ... a A                       | ... a B                | ... a C         | ... a D         | ... a E                |
| -------- | ----------------------------- | ---------------------- | --------------- | --------------- | ---------------------- |
| de A ... |                               | A-(30)-D-(28)-C-(29)-B | A-(30)-D-(28)-C | A-(30)-D        | A-(30)-D-(28)-C-(24)-E |
| de B ... | B-(25)-A                      |                        | B-(33)-D-(28)-C | B-(33)-D        | B-(33)-D-(28)-C-(24)-E |
| de C ... | C-(29)-B-(25)-A               | C-(29)-B               |                 | C-(29)-B-(33)-D | C-(24)-E               |
| de D ... | D-(28)-C-(29)-B-(25)-A        | D-(28)-C-(29)-B        | D-(28)-C        |                 | D-(28)-C-(24)-E        |
| de E ... | E-(31)-D-(28)-C-(29)-B-(25)-A | E-(31)-D-(28)-C-(29)-B | E-(31)-D-(28)-C | E-(31)-D        |                        |

|        | p[*,A] | p[*,B] | p[*,C] | p[*,D] | p[*,E] |
| ------ | ------ | ------ | ------ | ------ | ------ |
| p[A,*] |        | 28     | 28     | 30     | 24     |
| p[B,*] | 25     |        | 28     | 33     | 24     |
| p[C,*] | 25     | 29     |        | 29     | 24     |
| p[D,*] | 25     | 28     | 28     |        | 24     |
| p[E,*] | 25     | 28     | 28     | 31     |        |

Con esta matriz es posible determinar el resultado por el método Schulze. Por ejemplo, al comparar A y B, ya que 28 = p [A, B]> p [B, A] = 25, el candidato A es mejor que el candidato B. Otro ejemplo es que 31 = p [E, D]> p [D, E] = 24, por lo que el candidato E es mejor que el candidato D. Si se continúa de esta manera, el resultado es que el ranking Schulze es E > A> C> B> D; en consecuencia, E gana. En otras palabras, E es un ganador potencial porque p[E,X] ≥ p[X,E] para cualquier otro candidato X.